# Jiří Burger
Jiří Burger (* 8. Mai 1977 in Kladno, Tschechoslowakei) ist ein ehemaliger tschechischer Eishockeyspieler und derzeitiger -trainer. Im Laufe seiner Karriere absolvierte er 1129 Extraliga-Partien, in denen er 822 Scorerpunkte (334 Tore und 488 Assists) erzielte. Mit dem HC Slovnaft Vsetín gewann er im Jahr 2001 die tschechische Meisterschaft.

## Karriere
Burger begann seine Laufbahn in seiner Heimatstadt Kladno und spielte dort bis 2000 in der tschechischen Extraliga. Im Sommer 2000 entschied sich zu einem Wechsel nach Finnland, um dort bei den Espoo Blues zu spielen. Noch im Saisonverlauf kehrte er nach Tschechien zurück und gewann am Saisonende mit dem HC Slovnaft Vsetín die tschechische Meisterschaft. Vor der Rückrunde der Saison 2001/02 verließ er Vsetín und wurde vom HC Vítkovice verpflichtet, für den er die folgenden 15 Jahre ununterbrochen aktiv war.
Burger erreichte mit dem HC Vítkovice dreimal das Finale der tschechischen Meisterschaft, aber konnte den Meistertitel nicht noch einmal gewinnen. Insgesamt agierte Burger neun Jahre lang als Mannschaftskapitän bei Vítkovice. Nach dem Ende der Saison 2015/16 kehrte er zu seinem Heimatverein Kladno zurück und übernahm auch dort das Amt des Kapitäns.
2017 beendete er seine Karriere. Ab 2020 gehörte er als Assistenztrainer dem Trainerstab der Rytíři Kladno an und schaffte mit den Rittern 2021 den Aufstieg in die Extraliga. Vor der Saison 2022/23 wechselte er in die Position des Sportmanagers.

### International
Jiří Burger kam für Tschechien bei der U18-Europameisterschaft 1995 (Platz 5) und der U20-Weltmeisterschaft 1997 (Platz 4) zum Einsatz.
Von 1999 bis 2007 spielte er für die tschechische Eishockeynationalmannschaft bei Euro Hockey Tour-Turnieren. Insgesamt erzielte er in 31 Länderspielen 8 Scorerpunkte, davon sieben Tore und ein Assist.

## Erfolge und Auszeichnungen
- 2001 Tschechischer Meister mit dem HC Slovnaft Vsetín
- 2002 Tschechischer Vizemeister mit dem HC Vítkovice
- 2010 Tschechischer Vizemeister mit dem HC Vítkovice
- 2011 Tschechischer Vizemeister mit dem HC Vítkovice

## Karrierestatistik
(Legende zur Spielerstatistik: Sp oder GP = absolvierte Spiele; T oder G = erzielte Tore; V oder A = erzielte Assists; Pkt oder Pts = erzielte Scorerpunkte; SM oder PIM = erhaltene Strafminuten; +/− = Plus/Minus-Bilanz; PP = erzielte Überzahltore; SH = erzielte Unterzahltore; GW = erzielte Siegtore; 1 Play-downs/Relegation; Kursiv: Statistik nicht vollständig)